# German Acupuncture Trials
Die GERAC-Studien (German Acupuncture Trials, 2002–2007) waren die weltweit größten prospektiven und randomisierten Untersuchungen zur Wirksamkeit der Akupunktur. Sie verglichen Akupunktur mit einer leitlinienorientierten Standardtherapie bei den volkswirtschaftlich relevanten Indikationen chronischer Kreuzschmerz, chronischer Schmerz bei Gonarthrose, chronischer Spannungskopfschmerz und chronische Migräne.
Bei chronischem Kreuzschmerz und chronischem Knieschmerz bei Gonarthrose (Kniegelenksarthrose) wurde im nicht verblindeten Vergleich mit einer Standardtherapie eine bessere Wirkung der Akupunktur und Scheinakupunktur gefunden. Eine Wirkung, die Akupunktur von der Placebo-Gruppe (Scheinakupunktur) unterscheidet, konnte aber nicht nachgewiesen werden. Nebenwirkungen treten bei Akupunktur, Scheinakupunktur und Standardtherapie gleich häufig auf.
Die GERAC-Studien waren die Grundlage für die Einführung der Akupunktur als deutsche Kassenleistung für die Krankheitsbilder chronischer Kreuzschmerz und chronischer Knieschmerz bei Gonarthrose unter definierten Voraussetzungen.

## Methodik
Ein Leitungsgremium an der Ruhr-Universität Bochum (Hans-Joachim Trampisch (Statistik, Bochum), Jürgen Krämer (Orthopädie, Bochum), Hans-Christoph Diener (Neurologie, Essen), Jörg Michaelis (Statistik, Mainz), Albrecht Molsberger (Forschungsgruppe Akupunktur und Chinesische Medizin, Düsseldorf), Helmut Schäfer (Statistik, Marburg), Norbert Victor (Statistik, Heidelberg), Michael Zenz (Schmerztherapie, Bochum)) koordinierte die deutschlandweiten Studien.
Sechs Universitäten mit insgesamt bis zu 100 Wissenschaftlern verantworteten die Teilstudien: Migräne durch die Universität Essen und die Universität Mainz, Spannungskopfschmerz durch die Ruhr-Universität Bochum, Kniegelenksarthrose durch die Universität Heidelberg und Kreuzschmerz durch die Universität Marburg. An der Konzeption, Leitung und Durchführung der Studie war entscheidend die wissenschaftliche Fachgesellschaft Forschungsgruppe Akupunktur und Chinesische Medizin beteiligt. 500 niedergelassene Ärzte, die eine mindestens 140-stündige Akupunkturausbildung bei verschiedenen deutschen Akupunkturgesellschaften erhalten hatten und über eine mindestens zweijährige klinische Erfahrung mit der Akupunktur verfügten, wurden speziell für GERAC geschult und führten in ihren Praxen die Prüftherapien durch. Die GERAC-Studien wurden von einem Konsortium großer deutscher gesetzlicher Kassen finanziert (darunter die AOK, BKK und IKK).
Die dreiarmigen Studien verglichen an über 3500 randomisierten Patienten die Wirksamkeit einer Akupunktur an chinesischen Akupunkturpunkten (Verum) mit einer Akupunktur an nicht chinesischen Punkten (sham, engl. für Vortäuschung) und einer konventionellen Therapie  (z. B. Physiotherapie oder pharmakologische Therapie). Moxibustion und eine Elektrostimulation von Akupunkturpunkten waren in den GERAC-Studien nicht zugelassen. Insgesamt erfolgten über 35.000 Akupunkturbehandlungen. Die Patienten waren gegenüber der Art der Akupunktur (Verum oder Sham) verblindet.
Das Studienprotokoll wurde bereits während der Studien frei publiziert.

## Hauptergebnisse
Die Hauptergebnisse wurden sechs Monate nach Therapiebeginn erhoben.
- Bei chronischem Schmerzen aufgrund einer Kniegelenksarthrose erhalten 24 % mehr Patienten eine Schmerzlinderung durch eine Kombination aus Akupunktur und konservativer Therapie als bei der konservativen Therapie alleine. Da kein Unterschied zwischen traditioneller Akupunktur und Scheinakupunktur ermittelt wurde, könnte der Unterschied zur konservativen Therapie durch Placeboeffekte, Unterschiede in der Intensität im Kontakt mit der behandelnden Person oder physiologische Effekte beim Setzen der Nadeln (unabhängig vom Ort) erklärt werden.[8]

- Bei chronischem Kreuzschmerz wirken ca. 12 Akupunkturbehandlungen innerhalb von 6 Wochen im Vergleich zur konventionellen Standardtherapiebei bei 20 % mehr der Patienten; akupunktierte Patienten nahmen im Vergleich weniger Medikamente ein.[9]

- In der Prophylaxe bei chronischer Migräne wurde kein statistisch signifikanter Unterschied zwischen Akupunktur, Scheinakupunktur und Standardtherapie gefunden.[10]

- Bei Spannungskopfschmerz konnte für den primären Endpunkt kein statistisch signifikanter Unterschied zwischen Akupunktur und Scheinakupunktur gefunden werden. Der Vergleich mit der Standardtherapie musste abgebrochen werden, da zu wenige Patienten bereit waren Amitriptylin einzunehmen.[11]

- Nebenwirkungen treten bei Akupunktur, Scheinakupunktur und Standardtherapie nicht in statistisch signifikant unterschiedlichem Umfang auf.[8][9][11]

- Ein signifikanter Unterschied zwischen Akupunktur und Scheinakupunktur wurde in keiner der Studien gezeigt.[8][9][10][11]

## Bedeutung für das deutsche Gesundheitssystem
Auf Basis dieser Ergebnisse entschied der Gemeinsame Bundesausschuss, dass Akupunktur ab dem 1. Januar 2007 bei chronischen, mindestens 6 Monate andauernde Rückenschmerzen und Gelenkschmerzen (Kniegelenksarthrose) eine Kassenleistung ist. In der Regel haben Patienten Anspruch auf bis zu zehn Akupunktursitzungen pro Krankheitsfall (innerhalb von maximal sechs Wochen), hierbei soll eine Sitzung mindestens 30 Minuten dauern. Voraussetzung für eine Kostenerstattung ist die Durchführung eines entsprechend qualifizierten Arztes, der eine Genehmigung der Kassenärztlichen Vereinigung aufweist. Neben der Ausbildung zur Akupunktur werden auch vertiefte Kenntnisse in den Bereichen der Schmerztherapie und Psychosomatik gefordert. Dagegen müssen Patienten die Leistungen aus eigener Tasche bezahlen, falls sie zum Heilpraktiker gehen.

## Wissenschaftliche und medizinpolitische Resonanz
In Deutschland und international erfuhren die GERAC Studien eine positive Resonanz. Maßgeblich hierfür waren die hohe Studienqualität (Good Clinical Practice), die großen Fallzahlen, die Überprüfung des Verblindungserfolges, die leitlinienorientierte Standardtherapie, welche die allgemein übliche Versorgung im deutschen kassenärztlichen Bereich übertrifft, und die individualisierte Akupunktur unter Berücksichtigung der Chinesischen Diagnostik.
Die ähnlich gute Wirksamkeit von Verum- und Sham-Akupunkturpunkten gab der Placeboforschung neue Impulse und führte zu einer Diskussion über die Spezifität von Akupunkturpunkten. Die 2009 aktualisierten internationalen Cochrane-Reviews zu Spannungskopfschmerz und Migräne, deren Resümee wesentlich durch die Ergebnisse der GERAC-Studien beeinflusst wurden, legen nahe, dass Akupunktur „eine wertvolle nicht pharmakologische Therapiemöglichkeit bei Patienten mit häufigem episodischem Spannungskopfschmerz darstellen kann“ und dass die „Akupunktur bei Migräne mindestens so wirksam, möglicherweise auch wirksamer, wie eine medikamentöse prophylaktische Therapie ist, und dies bei geringeren unerwünschten Wirkungen“.

## Kritik
Kritisch muss sowohl das Design bzw. die (mangelnde) Verblindung als auch der kulturelle sowie erfahrungs- und ausbildungsbedingte Hintergrund der Therapeuten gesehen werden. So umfasst die Kritik unter anderem folgende Punkte:
- die Nichtdokumentation der benutzten Punkte für die Scheinakupunktur. So lässt sich die vergleichbare Wirkung der Scheinakupunktur z. B. dadurch erklären, dass möglicherweise zwar keine Standardpunkte, aber Ersatzpunkte, welche auf der gleichen Leitbahn liegen, benutzt wurden. Daran, dass die gleiche Leitbahn, wenn auch nicht an den optimalen Stellen stimuliert wurde, ändern weder die verringerte Stichtiefe noch die fehlende Nadelstimulation, welche eine Tonisierung bewirkt, etwas.[17][18]

- die unzureichende Ausbildung der Therapeuten. Im Unterschied zu den hier geforderten mindestens 140 Stunden für das A-Diplom empfiehlt die WHO eine Ausbildungszeit für eine TCM-Zusatzausbildung von mindestens 800 Stunden, darunter 675 Stunden Theorie und 185 Stunden überwachte klinische Praxis.[19] Die korrekte Akupunktur, im Sinne der chinesischen Medizin, erfordert auch die Stellung einer Diagnose nach den Regeln der chinesischen Medizin, einschließlich der Einbeziehung sehr subjektiver und dadurch nicht so schnell zu erlernender Standardverfahren wie z. B. der Pulsdiagnostik.

Einige Kritiker halten wegen den Entblindungen den Wert der GERAC-Studien für herabgesetzt. Weitere Kritikpunkte der LWS-Studie sind:
1. Unterschiedliche Therapiekontakte: 10 bzw. 15 Sitzungen Akupunktur werden 6 bzw. 9 Sitzungen physikalischer Therapie gegenübergestellt.
2. Fehlerhafte Vorschriften im Studienprotokoll für Verum und Sham-Punkte: So wurden z. B. in den Protokollen zur Sham-Akupunktur „8 Einstiche“ (und zwar je 8 Einstiche beidseits) gefordert, jedoch in der Verum-Akupunktur „8 Einstiche“ (und zwar je 4 (!) Einstiche beidseitig) gefordert. Es wurden somit von den durchführenden Akupunkteuren bei der Sham-Akupunktur 16 statt 8 Punkte genadelt, dadurch sind diese beiden Gruppen nicht vergleichbar.
3. Unkorrekte telefonische Nachbefragung. Hier sei die Gruppe „Physiotherapie“ in der Nachbefragung nicht gefragt worden, ob der Patient nach Ende der physikalischen Therapie noch weiter diese Übungen eigenständig, als Krankengymnastik, fortgeführt habe. Damit würden unkorrekte Ergebnisse vorliegen, denn die Patienten der Akupunkturgruppe konnten die durchgeführte Therapie nicht selbstständig fortsetzen.[20]